# Abdul Rašíd Dóstum
Abdul Rašíd Dóstum (* 25. března 1954, Džúzdžán, Afghánistán) je afghánský politik a vojenský velitel uzbeckého původu, veterán bojů v zemi od dob sovětské invaze. V letech 2014–2020 byl viceprezidentem Afghánistánu.
Dóstum je v afghánské politice kontroverzní postavou – zatímco svými stoupenci zejm. z řad uzbecké menšiny je obdivován jako schopný vojevůdce, svými odpůrci je kvůli opakovanému přeběhnutí na stranu protivníka považován za zrádce a navíc strůjce válečných zločinů. Jako doklad jeho brutality bývá uváděn masakr v Dašt-i-Lejli, kdy jeho jednotky v roce 2001 nechaly stovky tálibánských zajatců zemřít žízní a vedrem v přepravních kontejnerech.

## Život
Dóstum pochází z uzbecké rolnické rodiny. Ještě jako teenager vstoupil do levicové Lidově-demokratické strany Afghánistánu. Poté vstoupil do armády a stal se výsadkářem. Brzy po sovětské invazi v roce 1979 začal velet jednotce tajné policie KHAD, loajální komunistické vládě. Stal se obávaným velitelem a často se mu dařilo vítězit nad veliteli mudžáhidů. Některé dokonce přesvědčil k přeběhnutí na stranu komunistů. V armádě byl několikrát povýšen a prosovětský prezident Muhammad Nadžíbulláh mu v roce 1988 udělil vyznamenání „Hrdina Afghánistánu“. V té době velel až 45 tisícům vojáků.
V roce 1992, po rozpadu Sovětského svazu, však Dóstum sehrál klíčovou roli v pádu Nadžíbulláhovy vlády. Změnil totiž strany a připojil se k povstaleckým mudžáhidům, vedených Ahmadem Šáhem Masúdem. Téhož roku Dóstum založil politickou stranu Národní islámské hnutí Afghánistánu (Junbish-i-Milli Islami Afghanistan) a jemu loajální síly se staly jejími paramilitárními jednotkami.
Zpočátku podporoval novou vládu Burhánuddína Rabbáního. Od roku 1994 se však spojil s Gulbuddínem Hekmatjárem, nicméně o další dva roky později stál opět za Rabbáním. Dóstum byl tehdy v severním Afghánistánu mocným mužem – tiskl vlastní peníze, byl majitelem letecké společnosti a velel desítkám tisíc mužů. Na konci 90. let ale před Tálibánem uprchl do exilu v Turecku.
V roce 2001 pomáhal Dóstum americkým jednotkám odstranit Tálibán. Jeho oddíly byly však obviněny z toho, že v prosinci 2001 nechaly v přehřátých kontejnerech udusit nebo zemřít žízní stovky příslušníků tohoto hnutí, když je jako zajatce přepravovaly do vězení (tzv. masakr v Dašt-i-Lejli). Dóstum odpovědnost za tuto událost odmítl.
V letech 2014–2020 byl Dóstum viceprezidentem Afghánistánu (v době prezidentského mandátu Ašrafa Ghaního).
V srpnu 2021 prchl před postupujícím Tálibánem z afghánského Mazáre Šerífu do Uzbekistánu, stejně jako další významný velitel severního Afghánistánu Atta Muhammad Núr.